# Julio César Carrero Sánchez
Julio César Carrero Sánchez (Táriba, Estado Táchira, Venezuela, 7 de octubre de 1967) es un bioanalista y científico venezolano-mexicano,  especializado en el estudio de la respuesta inmune a agentes infecciosos, en particular a parásitos protozoarios de interés en salud humana.  Es egresado de la carrera de Bioanálisis en la Universidad de los Andes (ULA), Mérida, Venezuela, donde obtuvo el mejor promedio histórico de la licenciatura, para después incursionar en la investigación científica realizando con honores estudios de maestría y doctorado en la Universidad Nacional Autónoma de México (UNAM), y posteriormente una estancia postdoctoral en la Universidad de los Ángeles (UCLA), California. Desde el año 2001 labora como Investigador en el  Instituto de Investigaciones Biomédicas (IBB) de la UNAM, y actualmente es Investigador Titular “C” en el Departamento de Inmunología. Es miembro de la Academia Mexicana de Ciencias y  pertenece al Sistema Nacional de Investigadores con el nivel superior, SNI III.

## Trayectoria
Procedente de una familia de escasos recursos de los Andes Venezolanos, Carrero mostró interés por la ciencia desde muy chico y se destacó por su capacidad para asimilar y compartir el conocimiento. A lo largo de su trayectoria estudiantil, fue merecedor de becas de excelencia académica que le permitieron completar sus estudios desde primaria hasta la universidad. Una vez concluidos los estudios de Licenciatura en Bioanálisis con mérito Summa Cum Laude, obtuvo la única beca de excelencia anual que otorga la ULA para realizar estudios de posgrado en el extranjero. Gracias a ello, llegó a México en el año 1992 para realizar estudios de Maestría y Doctorado en Investigación Biomédica Básica en el IIB-UNAM, trabajando en el análisis de la respuesta inmune secretora durante la infección con el parásito Entamoeba histolytica, agente causal de la amibiasis, contribuyendo a establecer las bases para el posible desarrollo de una vacuna oral contra la enfermedad. Entre los años 1999 y 2000, realizó una estancia posdoctoral en el Departamento de Microbiología de la UCLA, trabajando en el estudio de los mecanismos moleculares de incorporación de moléculas al hidrogenosoma de Trichomonas vaginalis, el organelo generador de energía en este protozoario causante de tricomoniasis.  En 2001, regresó a México y se incorporó como Investigador Asociado del departamento de Inmunología del IIB-UNAM, sitio en el que más tarde logró convertirse en investigador titular.  Desde su ingreso a dicha institución, ha impartido de manera ininterrumpida cursos de Fundamentos de Inmunología, Inmunidad Innata y de Parasitología a estudiantes de pre y posgrado.  Ha sido tutor de los posgrados en Ciencias Biomédicas, Ciencias Biológicas y Ciencias Bioquímicas de la UNAM, de los cuales hasta el año 2024, ha graduado más de 20 estudiantes (maestría y doctorado), y el mismo número de licenciatura. Es miembro de las Sociedades Mexicanas de Inmunología y Parasitología.
Carrero ha dedicado su esfuerzo al desarrollo de la investigación científica en el área de la inmunoparasitología, con los siguientes temas de investigación:
- Mecanismos de inmunidad innata y de evasión inmune en la amibiasis: Estudio del papel de las Trampas Extracelulares de ADN de neutrófilos (NET) y de Vesículas Extracelulares (EV) de la amiba en protección o patología durante la infección amibiana.[9][10][11][12]
- Vacunación en mucosas contra la amibiasis: Desarrollo de un sistema de vacunación oral contra la amibiasis intestinal y hepática usando baculovirus recombinantes y sistemas de nanopartículas.[13]
- Desarrollo de nuevos fármacos anti-amibianos e identificación de blancos moleculares: Evaluación del potencial anti-amibiano de la lactoferrina, así como de extractos de plantas y compuestos de origen natural.[14][15][16]
- Control del ciclo de vida de la amiba: Identificación de blancos moleculares asociados a la conversión de trofozoíto a quiste (enquistamiento) y del quiste a trofozoíto (desenquistamiento) de la amiba.

Sus investigaciones han llevado a la publicación de más de 90 artículos de investigación (en revistas como Nature, PLOs, Frontiers entre otras), 7 capítulos de libros y múltiples notas de divulgación y difusión con casi 4000 citas. Ha participado en labores Institucionales como Comisiones Dictaminadoras, Consejero Universitario y ha sido Representante de Investigadores ante diferentes instancias de la UNAM. Ha sido editor internacional de revistas científicas como Applied Microbiology and Biotechnology, entre otras. 
Su labor ha sido distinguida con Becas de Excelencia Académicas y reconocimientos como el Premio Lola e Igo Flisser-PUIS a la mejor Tesis de Parasitología del año 2012, ganador de dos “Estímulos para el desarrollo de la investigación Médica” otorgado por la Fundación Miguel Alemán Valdés, el reconocimiento del Programa Universitario de Investigación en Salud (PUIS) de la UNAM por labor destacada, y el otorgamiento del nivel máximo dentro del Sistema Nacional de Investigadores de México (SNI III).

## Publicaciones destacadas
1. The genomes of four tapeworm species reveal adaptations to parasitism IJ Tsai, M Zarowiecki, N Holroyd, A Garciarrubio, A Sanchez-Flores, ... Nature 496 (7443), 57-63 https://scholar.google.com/citations?view_op=view_citation&hl=es&user=d0ti5IYAAAAJ&citation_for_view=d0ti5IYAAAAJ:nb7KW1ujOQ8C
2. Biocompatibility and toxicological studies of carbon nanotubes doped with nitrogen JC Carrero-Sanchez, AL Elias, R Mancilla, G Arrellin, H Terrones, ... Nano letters 6 (8), 1609-1616 https://scholar.google.com/citations?view_op=view_citation&hl=es&user=d0ti5IYAAAAJ&citation_for_view=d0ti5IYAAAAJ:1sJd4Hv_s6UC
3. Lactoferrin: balancing ups and downs of inflammation due to microbial infections ME Drago-Serrano, R Campos-Rodríguez, JC Carrero, M De la Garza International journal of molecular sciences 18 (3), 501 https://scholar.google.com/citations?view_op=view_citation&hl=es&user=d0ti5IYAAAAJ&citation_for_view=d0ti5IYAAAAJ:ufrVoPGSRksC
4. Intestinal amoebiasis: 160 years of its first detection and still remains as a health problem in developing countries JC Carrero, M Reyes-López, J Serrano-Luna, M Shibayama, J Unzueta, ... International Journal of Medical Microbiology 310 (1), 151358 https://scholar.google.com/citations?view_op=view_citation&hl=es&user=d0ti5IYAAAAJ&citation_for_view=d0ti5IYAAAAJ:J_g5lzvAfSwC
5. In vitro Induction of Entamoeba histolytica Cyst-like Structures from Trophozoites H Aguilar-Díaz, M Díaz-Gallardo, JP Laclette, JC Carrero PLoS Neglected Tropical Diseases 4 (2), e607  50 https://scholar.google.com/citations?view_op=view_citation&hl=es&user=d0ti5IYAAAAJ&citation_for_view=d0ti5IYAAAAJ:NMxIlDl6LWMC
6. Entamoeba histolytica Trophozoites Induce a Rapid Non-classical NETosis Mechanism Independent of NOX2-Derived Reactive Oxygen Species and PAD4 Activity C Díaz-Godínez, Z Fonseca, M Néquiz, JP Laclette, C Rosales, ...Frontiers in Cellular and Infection Microbiology 8, 184 https://scholar.google.com/citations?view_op=view_citation&hl=es&user=d0ti5IYAAAAJ&citation_for_view=d0ti5IYAAAAJ:iH-uZ7U-co4C
7. Human secretory immunoglobulin A anti-Entamoeba histolytica antibodies inhibit adherence of amebae to MDCK cells JC Carrero, MY Diaz, M Viveros, B Espinoza, E Acosta, L Ortiz-Ortiz Infection and immunity 62 (2), 764-767 https://scholar.google.com/citations?view_op=view_citation&hl=es&user=d0ti5IYAAAAJ&cstart=20&pagesize=80&citation_for_view=d0ti5IYAAAAJ:M3ejUd6NZC8C
8. Entamoeba histolytica Trophozoites and Lipopeptidophosphoglycan Trigger Human Neutrophil Extracellular Traps EE Avila, N Salaiza, J Pulido, MC Rodriguez, C Diaz-Godinez, JP Laclette, ... PLoS One 11 (7), e0158979 https://scholar.google.com/citations?view_op=view_citation&hl=es&user=d0ti5IYAAAAJ&cstart=20&pagesize=80&citation_for_view=d0ti5IYAAAAJ:mB3voiENLucC
9. Oral lactoferrin treatment resolves amoebic intracecal infection in C3H/HeJ mice N León-Sicairos, L Martínez-Pardo, B Sánchez-Hernández, M de la Garza, ...Biochemistry and Cell Biology 90 (3), 435-441 https://scholar.google.com/citations?view_op=view_citation&hl=es&user=d0ti5IYAAAAJ&cstart=20&pagesize=80&citation_for_view=d0ti5IYAAAAJ:lSLTfruPkqcC
10. Protection against murine intestinal amoebiasis induced by oral immunization with the 29 kDa antigen of Entamoeba histolytica and cholera toxin JC Carrero, A Contreras-Rojas, B Sánchez-Hernández, P Petrosyan, ... Experimental parasitology 126 (3), 359-365 https://scholar.google.com/citations?view_op=view_citation&hl=es&user=d0ti5IYAAAAJ&cstart=20&pagesize=80&citation_for_view=d0ti5IYAAAAJ:4DMP91E08xMC
11. Cloning and characterization of Entamoeba histolytica antigens recognized by human secretory IgA antibodies JC Carrero, P Petrossian, E Acosta, M Sánchez-Zerpa, L Ortiz-Ortiz, ... Parasitology Research 86, 330-334 https://scholar.google.com/citations?view_op=view_citation&hl=es&user=d0ti5IYAAAAJ&cstart=20&pagesize=80&citation_for_view=d0ti5IYAAAAJ:hqOjcs7Dif8C
12. Proteomic Study of Entamoeba histolytica Trophozoites, Cysts, and Cyst-Like Structures M Luna-Nacar, J Navarrete-Perea, B Moguel, RJ Bobes, JP Laclette, ... PLoS One 11 (5), e0156018 https://scholar.google.com/citations?view_op=view_citation&hl=es&user=d0ti5IYAAAAJ&cstart=20&pagesize=80&citation_for_view=d0ti5IYAAAAJ:UebtZRa9Y70C
13. Immunomodulatory effect of extracellular vesicles from Entamoeba histolytica trophozoites: Regulation of NETs and respiratory burst during confrontation with human neutrophils C Díaz-Godínez, DG Ríos-Valencia, S García-Aguirre, S Martínez-Calvillo, ... Frontiers in Cellular and Infection Microbiology 12, 1018314 https://scholar.google.com/citations?view_op=view_citation&hl=es&user=d0ti5IYAAAAJ&cstart=20&pagesize=80&citation_for_view=d0ti5IYAAAAJ:a0OBvERweLwC
14. Anti-amoebic activity of leaf extracts and aporphine alkaloids obtained from Annona purpurea C Díaz-Godínez, JC Ontiveros-Rodríguez, DG Ríos-Valencia, ... Planta medica 86 (06), 425-433 https://scholar.google.com/citations?view_op=view_citation&hl=es&user=d0ti5IYAAAAJ&cstart=20&pagesize=80&citation_for_view=d0ti5IYAAAAJ:g5m5HwL7SMYC
15. Mucosal delivery of ACNPV baculovirus driving expression of the Gal-lectin LC3 fragment confers protection against amoebic liver abscess in hamster DM Meneses-Ruiz, JP Laclette, H Aguilar-Díaz, J Hernández-Ruiz, ... International Journal of Biological Sciences 7 (9), 1345https://scholar.google.com/citations?view_op=view_citation&hl=es&user=d0ti5IYAAAAJ&cstart=20&pagesize=80&citation_for_view=d0ti5IYAAAAJ:_kc_bZDykSQC